# Акорд

До-мажорний тризвук — один з найпопулярніших та найпростіших акордів

Акорд в музиці (італ. accordo — узгоджую) — ритмічно одночасне сполучення кількох (не менше трьох) різних за висотою нот.
В класичній гармонії акордом вважається лише таке сполучення звуків, в якому звуки розташовані по терціях, або можуть бути розташовані шляхом перенесень на октаву. Таке визначення вперше висунув Й. Г. Вальтер в 1732 році. При цьому звуки, що не можуть бути розташовані по терціях, в класичній гармонії вважаються неакордовими.
В той же час в старовинній музиці (до Вольтера), а також в багатьох випадках — в музиці ХХ століття, акордом називається будь-яке сполучення тонів, що звучать одночасно. В сучасній музиці передбачається також послідовне виконання акорду, в якій ноти акорду граються не одночасно, а одна за одною — арпеджіо.
Залежно від кількості різнойменних звуків, що можуть бути розташовані по терціях, акорди поділяються на:
- тризвуки (3 звуки),
- септакорди (4 звуки),
- нонакорди (5 звуків),
- ундецимакорди (6 звуків) і
- терцдецимакорди (7 звуків).

Нижній звук акорду називають основним тоном, інші звуки отримують назву згідно з інтервалом, що вони утворюють з основним тоном. Будь-який звук акорду може бути подвоєним (потроєним), або перенесеним в іншу октаву. Якщо основний тон акорду перестає бути нижнім — відбувається обернення акорду.
Залежно від основного тону кожен акорд має назву записану латинськими літерами: С(До), D(Ре), E(Мі), F(Фа), G(Соль), A(Ля), H,B(Сі).
Акорд може бути розташованим тісно або широко. При тісному розташуванні сусідні голоси (крім басу) віддалені на інтервал секунди, терції, або кварти, при широкому — на інтервал квінти (павер-акорд або квінтакорд — E5, G5, A5), сексти (секстакорд — A6, B6, C6) або септими (септакорд — D7, E7, F7). Бас із тенором може утворювати будь-який інтервал. Зустрічаються також акорди в змішаному розташуванні.
В атональній музиці (див. атональність) акорди класифікують за інтервальним складом. Розрізняють акорди секундової (т. зв. кластери), терцевої (а також політерцевої), квартової та змішаної структури.